# Basiptera castaneipennis
Basiptera castaneipennis är en skalbaggsart som beskrevs av Thomson 1864. Basiptera castaneipennis ingår i släktet Basiptera och familjen långhorningar.
Artens utbredningsområde är Paraguay. Inga underarter finns listade.